# Il martello di Charlot
Il martello di Charlot (The Fatal Mallet) è un cortometraggio del 1914 scritto, prodotto, diretto e interpretato da Mack Sennett. Prodotto dalla Keystone Pictures Studio, fu completato il 16 maggio 1914 e distribuito negli Stati Uniti dalla Mutual Film il 1º giugno. In italiano è stato trasmesso in TV anche col titolo Charlot e il martello, mentre in inglese è noto anche come Hit Him Again, The Pile Driver e The Rival Suitors.

## Trama
In un parco, Charlot e un altro uomo si contendono una bella ragazza, arrivando anche a tirarsi dei mattoni. Lei, seccata, finisce per concedere le proprie attenzioni a un altro uomo, vestito in modo elegante. Allora, Charlot e il suo primo rivale si alleano per far fronte al nemico comune e lo coinvolgono nella battaglia di mattoni, finché Charlot non lo mette K.O. con un martello. I due portano l'uomo in un capanno, ma qui Charlot stordisce anche il proprio compagno e torna dalla ragazza, che nel frattempo stava venendo corteggiata persino da un bambino. Charlot viene raggiunto dall'uomo elegante e, dopo una breve zuffa, lo getta in un laghetto, ma viene a sua volta buttato in acqua dal suo primo rivale che può così allontanarsi indisturbato con la ragazza.

## Distribuzione

### Data di uscita
Le date di uscita internazionali sono state:
- 1º giugno 1914 negli Stati Uniti
- 5 agosto 1915 in Spagna (El mazo de Charlot)
- 16 giugno 1916 in Danimarca (Chaplin i Knibe)
- 23 ottobre in Italia
- 6 settembre 1920 in Svezia (Mabels tre friare)